# Giuseppe Savoca

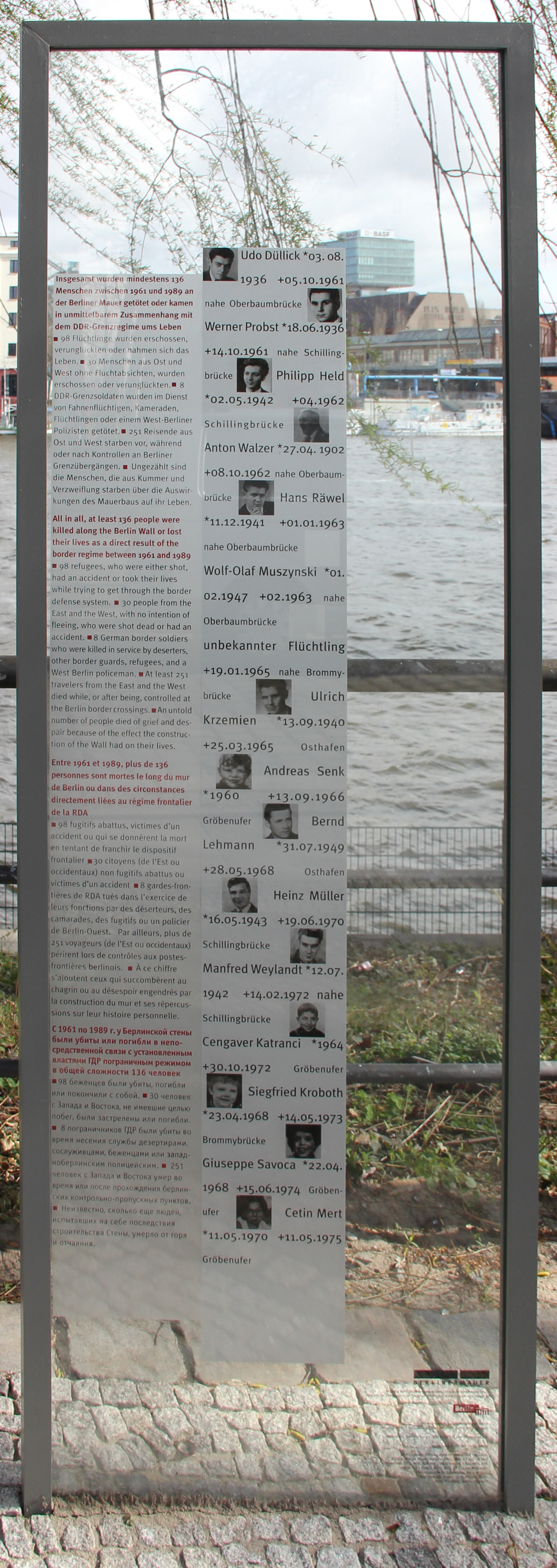
Gedenktafel am May-Ayim-Ufer, in Berlin-Kreuzberg

Giuseppe Savoca (* 22. April 1968 in Berlin; † 15. Juni 1974 ebenda) war mit sechs Jahren eines der jüngsten Todesopfer an der Berliner Mauer.

## Leben
Savoca wurde in Berlin-Kreuzberg als Sohn einer italienischen Einwanderer-Familie geboren und war italienischer Staatsangehöriger.
Als er am 15. Juni 1974 zusammen mit anderen am Berliner Gröbenufer spielte, fiel er kurz nach 10:00 Uhr auf der Suche nach einem verloren gegangenen Spielzeug in die Spree, die hier zu Ost-Berlin gehörte.
Das Geschehen wurde von einem Angehörigen der Grenztruppen der DDR von der Oberbaumbrücke aus beobachtet. Dieser verständigte die Bootskompanie der NVA. Ein ebenfalls vor Ort befindliches Patrouillenboot der Grenztruppen ging nicht auf die Hilferufe der Passanten ein und setzte seine Fahrt zum Osthafen fort. Dort erhielt das Boot den Einsatzbefehl und kehrte um 10:25 Uhr zur Unfallstelle zurück. Taucher der NVA bargen den Leichnam von Savoca gegen 11:00 Uhr.
Der Protokolleintrag des DDR-Postens lautet: „Beim Angeln nach Gegenständen verlor das Kind das Gleichgewicht und fiel ins Wasser. Es paddelte kurzzeitig an der Wasseroberfläche und sank mit einhergehender Blasenbildung unter. … [Der Grenzposten bemerkte] keine Aktivitäten der Menschen am Gröbenufer zur Rettung des Jungen … [und sah kein Boot]“. Laut einem Vorgesetzten des Postens war ein Kontrollboot an der Unglücksstelle. Er gab an, dass den Grenztruppen „von einer am Westberliner Ufer befindlichen männlichen Person durch Zuruf mitgeteilt wurde, dass ein Kind in die Spree gefallen sei. Aus der Tatsache heraus, dass er nach seinen Angaben in der Vergangenheit wiederholt von Westberliner Bürgern zur Einleitung von Rettungsmaßnahmen ohne vorhandenen Anlass provoziert wurde, dass sich an der Wasseroberfläche keine Luftblasen zeigten und die am Gröbenufer befindlichen Angler nicht reagierten, nahm er eine Provokation an und fuhr nach kurzem Halt weiter“.
Die Eltern des Jungen reisten am Abend seines Todestages nach Ost-Berlin, um die Leiche zu identifizieren. Die Staatsanwaltschaft der DDR gab die Leiche zwei Tage später frei.
Am Gröbenufer starben während der deutschen Teilung mindestens vier weitere Kinder (Andreas Senk (1960–1966), Cengaver Katrancı (verm. 1964–1972), Siegfried Kroboth (1968–1973) und Çetin Mert) unter ähnlichen Umständen.